# Sonohyan-Utaki
Das Steintor Sonohyan-utaki

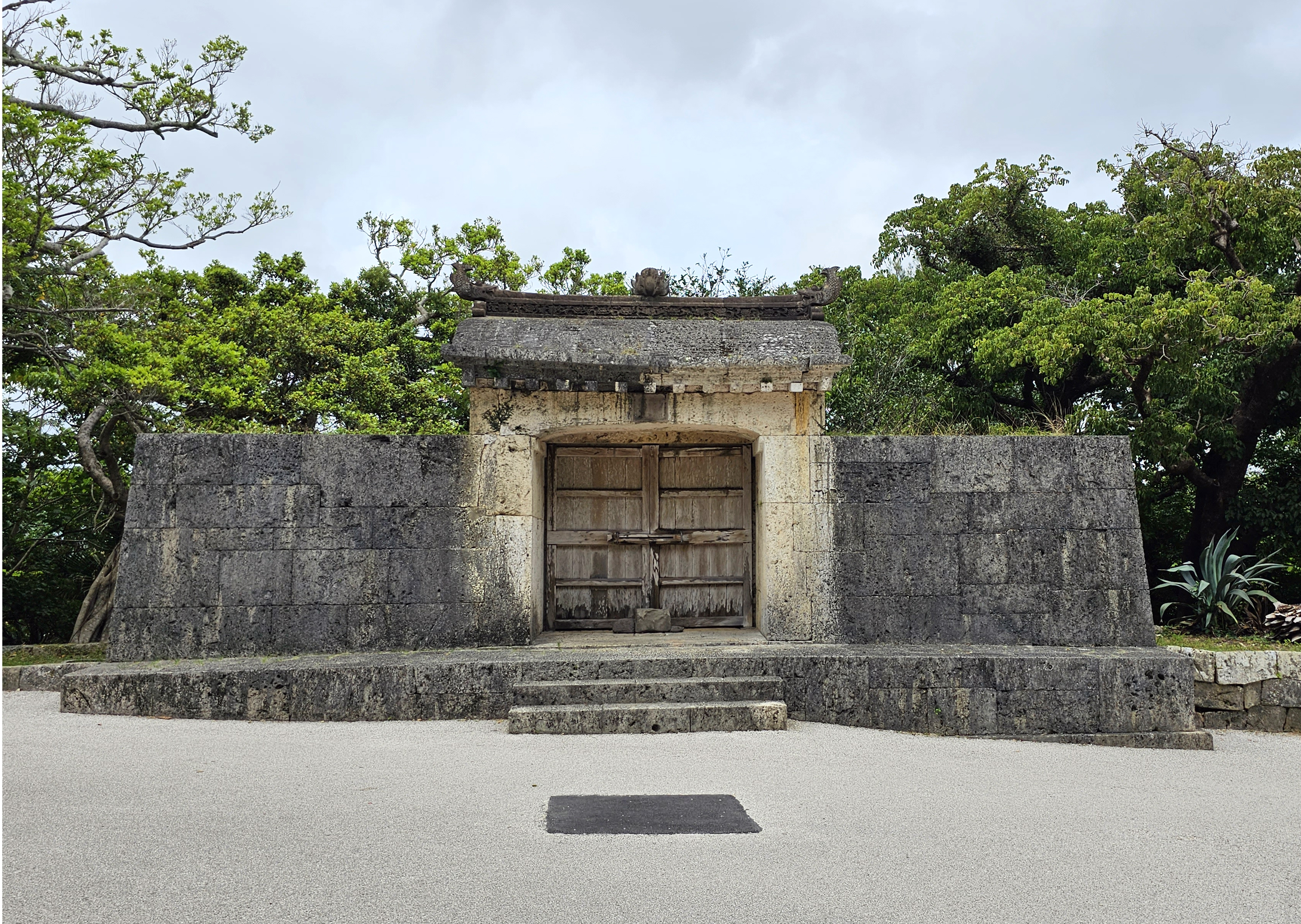
Sonohyan-utaki (1519), Tor zum Hain in Naha, Okinawa Hontō

(jap. 園比屋武御嶽 Sonohyan-utaki, Okinawaisch Sunufan-utaki) wurde 1519 unter der Herrschaft von König Shō Shin durch Nishito von der Insel Taketomi-jima erbaut. Das Tor liegt hinter dem Eingangstor Kankai-mon der Burg Shuri auf der linken Seite. Abgesehen von einer Holztür besteht das Tor hauptsächlich aus Ryūkyū-Kalkstein und aus feinkörnigem Sandstein. Diese Art von Tor wird Hirakaramon (平 唐門) genannt.
Hinter dem immer geschlossenen Tor liegt ein heiliger Hain, der in früheren Zeiten deutlich größer war und schon vor der Errichtung des Steintores als sakrale Stätte der traditionellen indigenen Religion der Ryūkyū-Völker existierte. In heutiger Zeit sind mehrere Gebäude auf dem ehemaligen Gelände von Sonohyan-utaki errichtet worden, unter anderem eine Grundschule.
Die Kikoe-ōgimi (die königliche Noro-Priesterin) führte an diesem Ort Rituale und Zeremonien im Namen des gesamten Königreichs durch. Während des östlichen Rundgangs (Agari-umāi), einer Art Pilgerreise des Königs von Ryūkyū und der Kikoe-ōgimi (ranghöchsten Noro-Priesterin der Ryūkyū-Religion), wurde Sefa-utaki aufgesucht, um dort die Göttin Amamikyu, die Göttin der Schöpfung, zu verehren. Wann immer der König die Burg Shuri zu einer Reise verließ, betete er zuerst am Sonohyan-utaki für eine sichere Reise.
1933 wurde das Steintor von der japanischen Regierung als Nationalschatz deklariert. Im Zweiten Weltkrieg bei der Schlacht um Okinawa schwer beschädigt, aber 1957 wieder errichtet, ist Sonohyan-utaki seit 2000 als Weltkulturerbe der UNESCO anerkannt.